# Melanocetus johnsonii
Melanocetus johnsonii, conosciuto comunemente come melanoceto o diavolo nero, è un pesce abissale appartenente alla famiglia Melanocetidae.

## Distribuzione e habitat

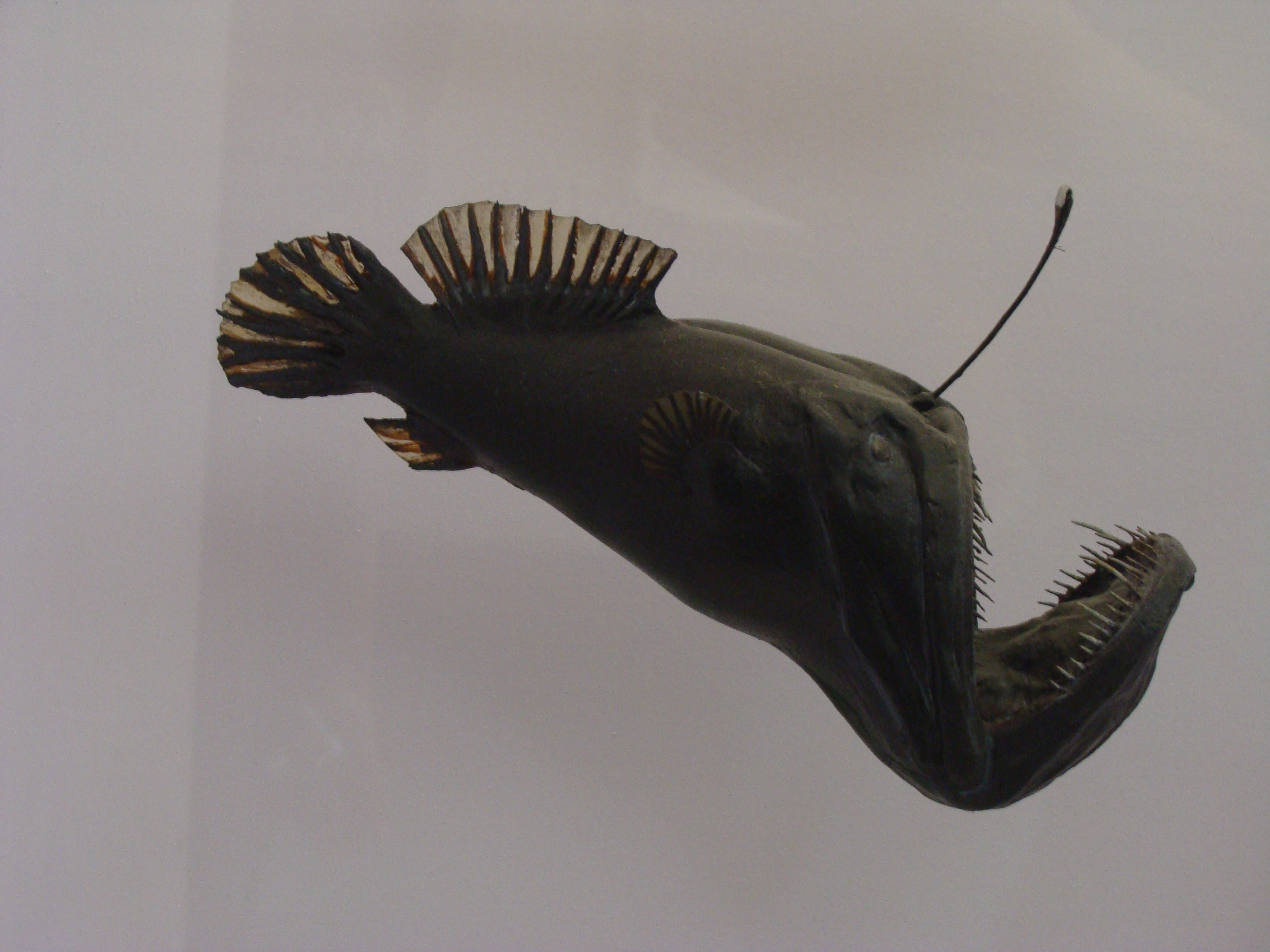
Esemplare imbalsamato al Museo di storia naturale di Londra

Questa specie è diffusa in tutti gli oceani temperati o tropicali, fino ad una profondità di 4500 metri (anche se è stato catturato occasionalmente a circa 100 m di profondità, prevalentemente individui molto giovani), dove conduce vita mesopelagica e batipelagica.
Poiché il melanoceto vive nelle profondità abissali, avvistamenti di esemplari in vita sono estremamente rari: è noto, tuttavia, un avvistamento prontamente filmato e divenuto virale in tutto il mondo, avvenuto nel febbraio 2025, di un esemplare molto probabilmente femmina a poche decine di metri di profondità lungo la costa di Tenerife.

## Descrizione
Come per gli altri melanocetidi, anche M. johnsonii presenta uno spiccato dimorfismo sessuale: la femmina presenta un corpo tozzo e rotondeggiante, occupato per oltre la metà dalla grossa testa con mandibole enormi, provviste di forti e grossi denti appuntiti. Sulla fronte spunta un'antenna mobile, l'illicio, provvista sulla punta di fotofori, che utilizza come esca luminosa per catturare le prede. Il resto del corpo è piccolo e allungato. Il maschio invece ha corpo tozzo e rotondeggiante, con grande bocca provvista di denti. Le pinne in entrambi i sessi sono piccole e arrotondate. La livrea è molto semplice: un uniforme color bruno scuro o nero lucido. 
La femmina (in età adulta) può raggiungere i 18 cm, mentre il maschio non supera i 3.

## Riproduzione
I maschi sono molto più piccoli delle femmine, ma non sono parassiti di esse. Le uova probabilmente sono deposte in cordoni gelatinosi. Le larve sono pelagiche e vivono ad una profondità massima di 100 metri.

### Alimentazione
Possono ingoiare prede molto grosse grazie alle loro mandibole molto allargabili, posseggono inoltre uno stomaco elastico. All'interno di un Melanocetus di poco più di 6 cm è stato trovato un Chauliodus sloani di 24 cm.

## Predatori
È stato trovato nel contenuto stomacale di Alepisaurus ferox.

## Nella cultura di massa
Nel film d'animazione della Disney-Pixar Alla ricerca di Nemo, il melanoceto è il feroce pesce-mostro presente nella scena dove Marlin e Dory trovano la maschera da sub. Dory, grazie alla luce emessa dall'illicio del predatore, riesce a leggere sull'etichetta della suddetta maschera, mentre Marlin viene costantemente braccato.
Riappare dopo i titoli di coda dove viene divorato dal pesciolino che lo squalo Fiocco aveva portato con sé al gruppo di sostegno per squali buoni.